# Plaza Konak
La plaza Konak (en turco: Konak Meydanı) es una plaza muy concurrida en el extremo sur de Atatürk Caddesi en el barrio Konak de Esmirna, Turquía. La plaza es la parte más concurrida de la ciudad, así como Konak es el principal lugar de Esmirna.
La mayor parte de esta concurrida plaza está ocupada por la estación central de autobuses, el Ayuntamiento de Esmirna, y la Mezquita de Konak. En el centro de la plaza se encuentra la Torre del Reloj de Esmirna, un viejo hito construido en 1901. La plaza se encuentra cerca de Kemeraltı un importante mercado de Esmirna (bazar) del distrito. En el extremo sur de la plaza se encuentra el Centro Cultural de la Universidad Ege, que incluye un teatro de ópera, una academia de música, y un museo de arte moderno.